# تنميط عرقي

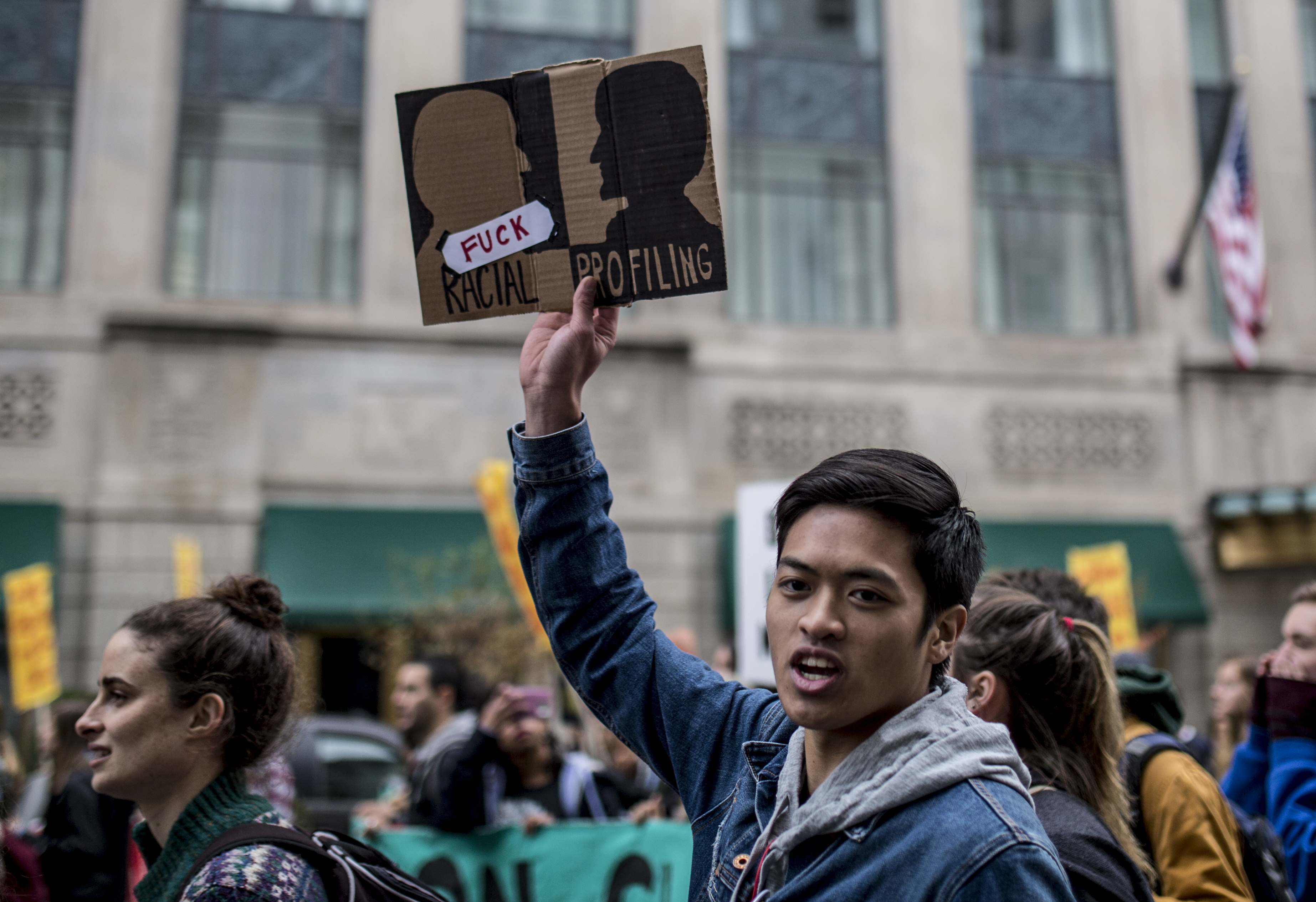
احتجاج ضد التمييز العنصري

التنميط العرقي أو التنميط الإثني هو عملية الاشتباه أو الاستهداف أو التمييز ضد شخص ما على أساس الإثنية أو الدين أو الجنسية، وليس على أساس الاشتباه الفردي أو الأدلة المتاحة. وينطوي التنميط العرقي على التمييز ضد الأقليات السكانية وغالبًا ما يبنى على الصور النمطية السلبية للديمغرافية المستهدفة. ويمكن أن يشمل التنميط العرقي عمليات تفتيش غير متناسبة، والإيقاف أثناء القيادة، واستخدام تكنولوجيا المراقبة للتعرف على الوجه.
يمكن أن يحدث التنميط العرقي بحكم القانون، حين يكون لدى الدولة سياسات تستهدف مجموعات عرقية محددة، أو بحكم الأمر الواقع، عندما تحدث هذه الممارسة خارج التشريعات الرسمية.
يجادل النقاد بأن التنميط العرقي يعد تمييزيًا، لأنه يستهدف الأشخاص ذوي البشرة الملونة بشكل غير متناسب. ويرى المؤيدون أنه يمكن أن يكون أداة فعالة لمنع الجريمة ولكنهم يعترفون بأن هذه الممارسة يجب مراقبتها عن كثب ويجب استخدامها بطريقة تحترم الحقوق المدنية.

## الجدل الأكاديمي
أثار موضوع التنميط العرقي جدلًا بين الفلاسفة الذين اختلفوا حول وضعه الأخلاقي. ويعتقد البعض أن التنميط العرقي مسموح به أخلاقيًا في ظل ظروف معينة، في حين يرى آخرون أنه غير مسموح به أخلاقيًا على الإطلاق.

### الإيجابيات
أولئك الذين يجادلون لصالح التنميط العرقي عادةً ما يضعون بعض الشروط لتبرير هذه الممارسة. وينبغي أن يكون التنميط عادلًا ومبنيًا على الأدلة وغير مسيئًا. ويرى أنصار التنميط العرقي عمومًا أنه يمكن أن يكون أداة فعالة لمنع الجريمة لأنه يسمح لأجهزة إنفاذ القانون بتركيز جهودها على المجموعات التي من المرجح إحصائيًا أن ترتكب جرائم، إذا جرى استيفاء الشروط السابقة.
الدفاع الأكثر تأثيرًا عن التنميط العرقي يأتي من ماتياس ريس وريتشارد زيكهاوسر. ويقدم ريس وزيكهاوسر تحليلًا عواقبيًا للتنميط العرقي، ويزنان الفوائد والثمن مقابل بعضهما البعض. وقد خلصا إلى أن التنميط العرقي مسموح به أخلاقيًا لأن الأضرار التي لحقت بالأشخاص الخاضعين للبحث أقل من الفوائد المحتملة للمجتمع من حيث الأمن. علاوة على ذلك، فإن الأشخاص (الأبرياء) أنفسهم يستفيدون أيضًا لأنهم سيعيشون بيئة أكثر أمانًا بشكل عام.
ويخلص ريس وزيكهاوسر إلى أن الاعتراضات على التنميط العرقي ليست متجذرة في الممارسة في حد ذاتها، بل في خلفية الظلم في مجتمعاتنا. ويجادلان بأنه بدلًا من حظر التنميط العرقي ينبغي بذل الجهود لمعالجة الظلم العرقي في مجتمعاتنا.

### السلبيات
يدعى معارضو التنميط العرقي أن أولئك الذين يدعمون التنميط العرقي يقللون بشكل كبير من الأضرار الناجمة عن التنميط العرقي ويفشلون في إدراك كيف يمكن لهذه الممارسة أن تؤدي إلى تفاقم العنصرية.
يرى آدم عمر حسين أن التنميط العرقي قد يكون مسموحًا به في ظل ظروف معينة، لكن الظروف الحالية (في الولايات المتحدة) تجعله غير عادل. وثمن التنميط العرقي على المجتمعات السوداء في الولايات المتحدة أعلى بكثير مما يقوله ريس وزيكهاوسر. إذ يمكن للتنميط العرقي أن يجعل الأفراد المستهدفين يفترضون أن لديهم وضعًا سياسيًا أدنى، مما قد يؤدي إلى اغترابهم الاجتماعي عن الدولة. وهذا يمكن أن يحول التنميط العرقي إلى نبوءة ذاتية التحقق، فيكون الفرد أكثر عرضة لارتكاب جريمة لأنه يُنظر إليه على أنه مجرم.
يشير حسين أيضًا إلى مشكلة معرفية. حيث تستند الحجج المؤيدة للتنميط العرقي على فرضية وجود ارتباط بين الانتماء إلى مجموعة عرقية معينة وارتكاب جرائم معينة. ومع ذلك في حالة وجود مثل هذا الارتباط فإنه يعتمد على بيانات مشوهة بسبب التنميط العرقي السابق. ونظرًا إلى استهداف عدد أكبر من الأشخاص الذين ينتمون إلى مجموعة عرقية معينة جرى تسجيل المزيد من الجرائم في هذه المجموعة. ولذلك فمن غير المبرر من الناحية المعرفية افتراض أن هذه المجموعة ترتكب المزيد من الجرائم.

## كندا
إن الاتهامات بالتنميط العرقي للأقليات الظاهرة التي تتهم الشرطة باستهدافهم بسبب خلفيتهم العرقية هي مصدر قلق متزايد في كندا. في عام 2005 أصدرت شرطة كينغستون أول دراسة على الإطلاق في كندا تتعلق بالتنميط العرقي. وركزت الدراسة على مدينة كينغستون في مقاطعة أونتاريو، وهي مدينة صغيرة معظم سكانها من البيض. وأظهرت الدراسة أن الأشخاص ذوي البشرة السوداء كانوا أكثر عرضة للإيقاف من قبل الشرطة بنسبة 3.7 مرة مقارنة بالأشخاص ذوي البشرة البيضاء، في حين أن الآسيويين والبيض أقل عرضة للإيقاف من السود. وقد أدانت العديد من منظمات الشرطة هذه الدراسة واقترحت أن إجراء المزيد من هذه الدراسات من شأنه أن يجعل الشرطة تتردد في أيقاف أفراد الأقليات الظاهرة.
من المرجح أن يُتهم السكان الأصليون الكنديون بارتكاب جرائم، خاصة في المحميات. لا يقوم المسح الكندي لضحايا الجرائم بجمع بيانات عن الأصل العرقي للجناة، لذا فإن المقارنات بين حالات الضحايا وحالات الاتهام مستحيلة. وعلى الرغم من أن السكان الأصليين يشكلون 3.6% من سكان كندا، إلا أنهم يمثلون 20% من نزلاء السجون في كندا. وقد يُظهر هذا كيف أن التنميط العرقي يزيد من فعالية الشرطة، أو قد يكون نتيجة للتنميط العرقي حيث تجري مراقبتهم بشكل مكثف أكثر من غيرهم.
في فبراير عام 2010 وجد تحقيق أجرته صحيفة تورنتو ستار اليومية أن السود في جميع أنحاء تورونتو كانوا أكثر عرضة للاعتقال وأخذ الوثائق من قبل الشرطة بثلاث مرات مقارنة بالبيض. وبدرجة أقل يبدو الأمر نفسه صحيحًا بالنسبة للأشخاص الذين تصفهم الشرطة بأنهم ذوي بشرة «بنية» (من جنوب آسيا، والعرب، واللاتينيين). وكان التحقيق نتيجة تحليل 1.7 مليون بطاقة ملأها ضباط شرطة تورونتو في الفترة بين 2003-2008.
تذكر لجنة حقوق الإنسان في أونتاريو أن «دوائر الشرطة اعترفت بحدوث التنميط العرقي واتخذت [وتتخذ] تدابير لمعالجة [المسألة]، بما في ذلك رفع مستوى تدريب الضباط، وتحديد الضباط المعرضين لخطر الانخراط في التنميط العرقي، وتحسين العلاقات المجتمعية». وعالجت شرطة أوتاوا هذه القضية وخططت لتنفيذ سياسة جديدة فيما يتعلق بالأشخاص الذين يقومون بالتنميط العرقي، «تمنع السياسة صراحة الضباط من التحقيق أو احتجاز أي شخص على أساس عرقه، وسوف تجبر الضباط على الخضوع للتدريب حول التنميط العرقي». وبدأ تنفيذ هذه السياسة بعد حادثة عام 2008 حيث عريت امرأة كندية من أصل أفريقي لتفتيشها من قبل أفراد شرطة أوتاوا. ويوجد مقطع فيديو يُظهر التفتيش العاري حيث توضع المرأة السوداء على الأرض ثم تمزق حمالة صدرها وقميصها من قبل أحد أفراد قوة شرطة أوتاوا، وظهر الفيديو للناس في عام 2010.

## الصين
تستخدم الحكومة الصينية تقنية مراقبة التعرف على الوجه، لتحليل النتائج الفسيولوجية لكاميرات المراقبة لتتبع ومراقبة الأويغور، وهي أقلية مسلمة في مقاطعة شينجيانغ (سنجان) غرب الصين. ونشر مدى اتساع النظام في ربيع عام 2019 من قبل صحيفة نيويورك تايمز التي أطلقت عليه اسم «العنصرية الآلية». وفي المشاريع البحثية التي ساعدتها المؤسسات الأوروبية دمجت نتائج الوجه مع الحمض النووي للأشخاص، لإنشاء صورة إثنية. وجرى جمع الحمض النووي في معسكرات الاعتقال، التي تحتجز أكثر من مليون من الأويغور، كما جرى تأكيد ذلك في نوفمبر عام 2019 من خلال تسريبات البيانات، مثل «البرقيات الصينية».